# Партизанське (Черняховський район)
Партизанське (рос. Партизанское) — селище Черняховського району, Калінінградської області Росії. Входить до складу Каменського сільського поселення.
Населення —  1 особа (2015 рік). 

## Населення
| 2002 | 2010 |
| ---- | ---- |
| 1    | →1   |